# IKRAM Muda FC
IKRAM Muda Football Club ist ein Fußballverein aus Kuala Lumpur. Aktuell spielt die Fußballmannschaft in der dritthöchsten Liga des Landes, der Malaysia M3 League.

## Erfolge
- Malaysia M4 League: 2019 (2. Platz)
- Selangor Social Premier League: 2019 (2. Platz)

## Stadion
Seine Heimspiele trägt der Verein im UM Arena Stadium in Kuala Lumpur aus. Das Stadion hat ein Fassungsvermögen von 1000 Personen. Eigentümer der Sportanlage ist die Universität Malaya.
Koordinaten: 3° 7′ 51,3″ N, 101° 39′ 33,5″ O

## Spieler
Stand: August 2020
| Nr. |          | Position | Name                            |
| --- | -------- | -------- | ------------------------------- |
| 1   | Malaysia | TW       | Nor Azmi Mustafa                |
| 2   | Malaysia | AB       | Syed Muhd Nabil Syed Salleh     |
| 3   | Malaysia | AB       | A.G.Ganesh a/l Govindasamy      |
| 4   | Malaysia | AB       | Aliff Rose Hashidan             |
| 5   | Malaysia | MF       | Azrul Razman                    |
| 6   | Malaysia | MF       | Aliff Mazlan                    |
| 7   | Malaysia | ST       | Ammar Shafiq Riduan             |
| 8   | Malaysia | ST       | Aqmar Alias                     |
| 9   | Malaysia | MF       | Faes Hafize Fadzil              |
| 10  | Malaysia | ST       | Fakhrulrazi Nordin              |
| 11  | Malaysia | AB       | Fudzil Akmal Abu Bakar          |
| 12  | Malaysia | AB       | Faiz Mokhtar                    |
| 13  | Malaysia | TW       | Syed Adney (Mannschaftskapitän) |

| Nr. |          | Position | Name                         |
| --- | -------- | -------- | ---------------------------- |
| 14  | Malaysia | ST       | Ridhwan Johan                |
| 15  | Malaysia | AB       | Amirul Asyraf Tajudin        |
| 16  | Malaysia | MF       | Danial Suhaimi               |
| 17  | Malaysia | ST       | Hafiz Emir Sherrifuddin      |
| 18  | Malaysia | MF       | Syahmi Syakir Salim          |
| 19  | Malaysia | ST       | Haziq Fikri Hussein          |
| 20  | Malaysia | AB       | Azrul Syafiq Norinukartapati |
| 22  | Malaysia | TW       | Aiman Arif Abdul Ghani       |
| 23  | Malaysia | AB       | Wan Hamizi Wan Ahmad         |
| 24  | Malaysia | MF       | Rusyaidi Rodzi               |
| 25  | Malaysia | MF       | Amir Hafiz Mohd Noor         |
| 26  | Malaysia | AB       | Zulfadhlie A'ashri           |

## Saisonplatzierung
| Saison | Līga               | Platz | FA Cup |
| ------ | ------------------ | ----- | ------ |
| 2019   | Malaysia M4 League | 2. ▲  |        |
| 2020   | Malaysia M3 League |       |        |
| 2021   | Malaysia M3 League |       |        |

Die Saison 2020 wurde wegen der COVID-19-Pandemie abgebrochen.